# Guldhallon
Guldhallon (Rubus xanthocarpus) är en rosväxtart som beskrevs av Bur. och Franch.. Enligt Catalogue of Life ingår Guldhallon i släktet rubusar och familjen rosväxter. Arten har ej påträffats i Sverige. Utöver nominatformen finns också underarten R. x. tibetanus.